# Candelária, Brasilien
Candelária är en ort i Brasilien.   Den ligger i kommunen Candelária och delstaten Rio Grande do Sul, i den södra delen av landet, 1 600 km söder om huvudstaden Brasília. Candelária ligger 53 meter över havet och antalet invånare är 30 171.
Terrängen runt Candelária är kuperad åt nordväst, men åt sydost är den platt. Candelária är det största samhället i trakten.
Omgivningarna runt Candelária är en mosaik av jordbruksmark och naturlig växtlighet. Runt Candelária är det ganska glesbefolkat, med 34 invånare per kvadratkilometer.